# Chotycze
Chotycze – wieś sołecka w Polsce położona w województwie mazowieckim, w powiecie łosickim, w gminie Łosice.
| SIMC    | Nazwa | Rodzaj    |
| ------- | ----- | --------- |
| 1054742 | Dwór  | część wsi |

W miejscowości znajduje się podlaszuckie cerkwisko. Mieszkańcy wsi należą do rzymskokatolickiej parafii św. Zygmunta w Łosicach lub Macierzyństwa NMP w Łuzkach.
W latach 1954–1968 wieś należała i była siedzibą władz gromady Chotycze, po jej zniesieniu w gromadzie Łosice. W latach 1975–1998 miejscowość administracyjnie należała do województwa bialskopodlaskiego.
Wieś leży przy drodze wojewódzkiej nr 698 w odległości 5 km na wschód od Łosic. Na południe od wsi znajduje się Radiowo-Telewizyjne Centrum Nadawcze z 313-metrowym masztem, które emituje programy radiowe i telewizyjne.